# Алісово-Покровське
Алісово-Покровське (рос. Алисово-Покровское) — село в Фатезькому районі Курської області Російської Федерації.
Населення становить 83 особи. Входить до складу муніципального утворення Солдатська сільрада.

## Історія
Населений пункт розташований на території українського етнічного та культурного краю Східна Слобожанщина.
Від 2004 року входить до складу муніципального утворення Солдатська сільрада.

## Населення
| 1979 | 1989 | 2002 | 2010 |
| ---- | ---- | ---- | ---- |
| 245  | ↘77  | ↗89  | ↘83  |